# Urbain Caffi
Urbain Caffi (Legnano, Llombardia, 10 de gener de 1917 - Rancy, Saona i Loira, 16 de març de 1991) va ser un ciclista que fou professional entre 1942 i 1952. Nascut italià, el 26 de novembre de 1933 es nacionalitzà francès. En el seu palmarès destaca el Campionat de França en ruta de 1944. El 1950 finalitzà en segona posició en la París-Tours.

## Palmarès
- 1944
  -  Campió de França en ruta
  - 1r al Gran Premi dels Aliats
- 1946
  - 1r al Gran Premi dels Esports
  - Vencedor d'una etapa de la París-Niça
- 1948
  - 1r al Boucles del Sena
- 1949
  - 1r a Nantua
  - Vencedor d'una etapa de la Volta al Marroc
- 1950
  - 1r al Gran Premi Unió de comerciants de l'Aisne
- 1951
  - Vencedor d'una etapa del Tour de la Manche

### Resultats al Tour de França
- 1947. Abandona (2a etapa)
- 1948. Abandona (13a etapa)